# Резнік Михайло Борисович
Михайло Борисович Резнік (5 лютого 1950, Київ, Українська РСР, СРСР) — український дипломат. Заслужений економіст України. Надзвичайний та Повноважний Посол України. Президент Асоціації автовиробників України «Укравтопром».

## Біографія
Народився 5 лютого 1950 в Києві. У 1972 закінчив Київський торговельно-економічний інститут. Згодом — Академію керівних кадрів та спецкурсів Бізнес-школи Стенфордського університету та Вашингтонська дворічна школа іноземних мов.
З 1972 по 1993 — працював у системі Міністерства торгівлі України, на керівних посадах в Київському міському та республіканському Головному управлінні громадського харчування, очолював виробниче та експортно-імпортне об'єднання.
З 1993 по 1994 — перший заступник міністра зовнішньоекономічних зв'язків України.
З 1994 по 1997 — торговельний представник України в США.
З 09.1997 по 10.2001 — Надзвичайний та Повноважний Посол України в Кореї
З 10.2001 по 11.2003 — Надзвичайний та Повноважний Посол України в Китаї
З 2002 по 11.2003 — Надзвичайний та Повноважний Посол України в КНДР
З 06.2002 по 11.2003 — Надзвичайний та Повноважний Посол України в Монголії за сумісництвом
З 11.2003 по 2005 — Надзвичайний та Повноважний Посол України в США.
З 07.2004 по 2005 — Надзвичайний та Повноважний Посол України в Антигуа і Барбуда за сумісництвом.
Президент Асоціації автовиробників України «Укравтопром».

## Нагороди
- відзнака «За заслуги» ІІІ ступеню, ордени Кореї та Монголії, Почесне звання «Заслужений економіст України»